# Meinertomyia aequipalpis
Meinertomyia aequipalpis är en tvåvingeart som först beskrevs av Mani 1935.  Meinertomyia aequipalpis ingår i släktet Meinertomyia och familjen gallmyggor. Inga underarter finns listade i Catalogue of Life.